# ZSL-93装甲输送车
ZSL-93装甲输送车（研制工程代号“WZ523”）是中华人民共和国研制的一款6×6三轴轮式装甲输送车。原型车WZ523装甲输送车参加1984年中华人民共和国国庆35周年阅兵式首次公开露面。获得美军命名为“M1984”。1990年代少量列装中国人民解放军以及武警、特警使用。中国人民解放軍駐香港部隊装备的ZFB-91型裝甲車就是由WZ523原型车衍生而来的。

## 历史
WZ523工程研制始于1980年12月，由四川建筑机械厂以EQ245型越野汽车6×6底盘为基础，1983年9月试制出初样车。当时同步研制的还有一款称为“WZ551工程”的轮式装甲车，是对引进德国奔驰2026(6×6)重型越野汽车的仿制作为基础，因出现不少技术难题，以及后来修改方案引进风冷发动机替换水冷发动机，导致进度迟滞。WZ523技术上虽不具有WZ551那样的先进性，但系统成熟进展顺利解决当时急需，进行小批量生产并于1984年参加了国庆35周年阅兵式。
1984年8月WZ523以及WZ551对军方进行汇报演示。WZ523沿用了原越野汽车底盘的不等轴距布局，越野性能不足，且存在发动机功率小的问题。在84年阅兵后WZ523样车继续研制，修改设计换用风冷增压发动机，1990年试制出正样车，1993年设计定型，命名为“ZSL-93轮式装甲输送车”，进行了小批量产，裝備PLA / 武警和特警等，没有大批量装备中国人民解放军陆军。

## 衍生車型
在WZ523基型车基础上开发有通讯指挥车、装甲救护车等变型车以及用于维和部队的勤务车辆。
- ZSL-93 - 基于WZ523样车批准定型后命名为“ZSL-93轮式装甲输送车”[註 1]。安装带防护外罩的12.7毫米高射机枪。
- ZFB-91 - 基于WZ523研制的内卫安全车，可平战两用，安装有一个单人炮塔，配备35毫米口径榴弹发射器和7.62毫米口径机枪，曾装备中国人民解放军驻香港和澳门部队服役。[2]

## 使用國
- 中國: 60輛以上, 另有若干數量 ZFB91型於港澳特區部隊.[3] 與聯合國維和部隊
- : 10輛[2]
- 衣索比亞: 20輛[2]
- 加彭: 3輛[2]
- : 58 輛訂單於 2009-2010下達;[4] 4 輛救護車型於 2012下訂 另有24輛戰鬥型於2013追加.[2]
- 纳米比亚: 21輛特定出口版安裝了回收的蘇聯BMP-1甲車砲塔.[5]
- 尼日尔: 2輛[2]
- 苏丹: 授權生產名為 Shareef 2.